# (2595) Gudiachvili
(2595) Gudiachvili (1979 KL) – planetoida z pasa głównego asteroid okrążająca Słońce w ciągu 4,66 lat w średniej odległości 2,79 j.a. Odkryta 19 maja 1979 roku.